# Rolls-Royce Olympus
El Rolls-Royce Olympus, también conocido como Bristol Olympus, es un turborreactor británico de compresión axial, diseñado y fabricado por Bristol Aero Engines en 1950 (tomando el nombre de la mitología griega, una tradición implantada en la compañía), posteriormente por Bristol Siddeley tras la fusión de las compañías, y finalmente por Rolls-Royce tras la adquisición de Bristol Siddeley en 1966. El diseño original fue empleado como planta motriz del uno de los aviones de la serie de bombarderos V británicos, el Avro Vulcan. Posteriormente, evolucionó para ofrecer una planta motriz con capacidad supersónica al programa BAC TSR-2. Cuando esta aeronave fue cancelada, el diseño del Olympus fue retocado de nuevo para ser empleada como planta motriz para el Concorde.

## Desarrollo
El diseño inicial del motor era una versión civil del Olympus 22R, renombrado como el 591. El 22R había sido diseñado para mantener el vuelo (45 minutos) a Mach 2.2, al igual que el motor para el BAC TSR-2 . El 591 fue rediseñado, siendo conocido como el 593, con la especificación de finalizado el 1 de enero de 1964. Bristol Siddeley del Reino Unido y Snecma Moteurs de Francia compartieron el proyecto. SNECMA y Bristol Siddeley también estaban involucradas en un proyecto conjunto el cual no tenía relacionado, el turboventilador M45H.
Las primeras fases de desarrollo validaban el concepto de diseño básico, pero se necesitan muchos estudios para cumplir con las especificaciones que incluían el consumo de combustible (SFC), la relación de presión del motor, peso / tamaño y la temperatura de entrada de la turbina.
Los estudios iniciales incluían turborreactores y turboventiladores, pero el área de la sección transversal frontal inferior de los turborreactores al final mostró ser un factor crítico para lograr un rendimiento superior. El competidor Ruso Tu-144 utiliza inicialmente un turboventilador con post-quemador, pero cambió a turborreactor sin recalentamiento con una mejora considerable en el rendimiento.
El desarrollo de los accesorios del motor y del motor fue responsabilidad de Bristol Siddeley, mientras que BAC fue responsable de la toma variable y la instalación general del motor, y Snecma la boquilla de escape / inversor de empuje / atenuación de ruido y el postcombustión. Gran Bretaña iba a tener una mayor participación en la producción del Olympus 593, ya que Francia tenía una mayor participación en la producción del fuselaje. El ensayo de tierra de los motores fue coordinado entre Bristol Siddeley, Patchway, la Estación Nacional de Turbinas de Gas (NGTE), Pystock, Reino Unido, y el Centro de Essais de Propulsores (CEPr) en Saclay, Francia.
Los aumentos en el peso de la aeronave durante la fase de diseño llevaron a un requisito de empuje de despegue que no pudo ser alcanzado por el motor. El déficit requerido del 20% se cumplió con la introducción del recalentamiento parcial que fue producido por SNECMA.
El Olympus 593B fue ejecutado por primera vez en noviembre de 1965. El B (para "Big") fue un rediseño del 593D ("D" para "Derivative", es decir, derivado del 22R) que estaba planeado para un diseño Concorde más pequeño. Los resultados de la prueba de la 593D se utilizaron para el diseño de la B. El B se dejó caer más tarde de la designación. Snecma utilizó una Olympus 301 para probar modelos escalados del sistema de boquillas.
En junio de 1966, se montó por primera vez un motor completo Olympus 593 y un conjunto de escape de geometría variable en Melun-Villaroche, Île-de-France, Francia. En Bristol, las pruebas de vuelo comenzaron con un bombardero RAF Avro Vulcan con el motor y su nacelle unidos debajo de la bahía de bombas. Debido a las limitaciones aerodinámicas de Vulcan, las pruebas se limitaron a una velocidad de Mach 0.98 (1.200 km / h). Durante estas pruebas, el 593 alcanzó un empuje de 35,190 lbf (157 kN), que excedió la especificación para el motor.
A principios de 1966, el Olympus 593 produjo 37.000 libras de empuje con post-quemador.
En abril de 1967, el Olympus 593 funcionó por primera vez en una cámara de gran altitud, en Saclay Île-de-France, Francia. En enero de 1968, la prueba de vuelo de Vulcan registró 100 horas de vuelo y el ensamble de escape de geometría variable para el motor Olympus 593 fue despejado en Melun-Villaroche para el vuelo en los prototipos de Concorde.
El prototipo 001 de Concorde hizo su vuelo inaugural en Toulouse el 2 de marzo de 1969. Fue capitaneado por André Turcat, piloto de prueba principal de Sud Aviation. Utilizando el post-quemador, se elevó a 205 nudos (380 km / h) después de una carrera de tierra de 4,700 pies (1,4 km).
Se fabricaron 67 motores del Olympus 593.
Se propuso una versión más silenciosa y de mayor empuje, la Mk 622. No se requería post-quemador y la menor velocidad del chorro redujo el ruido del escape. La mejora de la eficiencia habría permitido un mayor alcance y abriría nuevas rutas, especialmente en todo el Pacífico, así como rutas transcontinentales a través de América. Sin embargo, las malas ventas de Concorde significaron que este plan para un Concorde 'B' no fue perseguido.

## Diseño del sistema de propulsión

### Motor
El Olympus 593 era un turborreactor de 2 ejes con recalentamiento. Los compresores LP y HP tenían ambos 7 etapas y cada uno era accionado por una turbina de una sola etapa. Debido a las altas temperaturas del aire de entrada en Mach 2 crucero - más de 120 grados C - los tambores y las palas del compresor fueron hechos del titanio excepto para las 4 etapas pasadas de los últimos que eran Nimonic 90 aleación del níquel. Normalmente, las aleaciones de níquel solo se requerían en las zonas más turbias de la turbina, pero las elevadas temperaturas que se producían en las últimas etapas del compresor a velocidades de vuelo supersónicas dictaron su uso en el compresor también. Tanto las palas de rotor de turbina HP como LP se enfriaron.
Se instaló un post-quemador parcial (20% de empuje) para dar el empuje de despegue requerido. También se utilizó para la aceleración transónica de apenas debajo de Mach 1 hasta Mach 1.7; El motor supercruised encima de esa velocidad y en crucero el empuje a través de los montajes del motor aportó el 8% del empuje del sistema de propulsión completo.
Todos los componentes principales del 593 fueron diseñados para una vida de 25.000 horas, con la excepción del compresor y las palas de la turbina que fueron diseñados para una vida de 10.000 horas. Un motor podría ser cambiado en una hora y 50 minutos.

### Consumo
La entrada de geometría variable del Concorde, diseñada por BAC, como cualquier motor de inyección, tiene que entregar el aire al motor a la presión más alta posible (recuperación de presión) y con una distribución de presión (distorsión) que puede tolerar el compresor. La baja recuperación de la presión es una pérdida inaceptable para el proceso de compresión de la admisión y una distorsión inaceptable provoca que el motor crezca (debido a la pérdida de margen de sobretensión). Si el motor es un turborreactor de post-combustión, la admisión también tiene que suministrar aire de refrigeración para el conducto de post-combustión caliente y la boquilla del motor. Cumplir con todos los requisitos anteriores sobre las partes pertinentes del área de operación era vital para que Concorde se convirtiera en un avión comercial viable. Se encontraron con geometría variable y un sistema de control de admisión que no comprometió el funcionamiento del motor ni el control de la aeronave.
La recuperación de presión supersónica se dirige por el número de ondas de choque que se generan por la ingesta, cuanto mayor es el número, mayor es la recuperación de presión. El flujo supersónico es comprimido o retardado por cambios de dirección. Las rampas delanteras de entrada de Concorde cambiaron la dirección del flujo causando choques externos oblicuos y compresión isentrópica en el flujo supersónico. El TSR-2 había utilizado un medio-cono que traduce el cuerpo-centro para cambiar la dirección. La recuperación de presión subsónica se soluciona mediante la eliminación de la capa límite (en la ranura de purga de la rampa) y la configuración adecuada del difusor subsónico que conduce al motor. La recuperación de alta presión para la toma de Concorde en el crucero dio una relación de presión de admisión de 7.3: 1.
Las ondas de choque dieron lugar a un excesivo crecimiento de la capa límite en la rampa delantera. La capa límite se eliminó a través de la ranura de purga de rampa y se evitó el difusor subsónico y el motor donde de otro modo habría causado una pérdida excesiva del conducto y una distorsión inaceptable en el motor. Dado que la ranura de purga de rampa estaba en el difusor subsónico, y aguas abajo del sistema de choque, los cambios en el caudal requerido por el motor se acomodarían con los correspondientes cambios en el flujo de la ranura de sangrado sin afectar significativamente el patrón de choque externo. Las reducciones de flujo del motor causadas por el estrangulamiento o el apagado se trataron con la apertura de la puerta de descarga.
Las puertas de descarga se cerraron durante el crucero para evitar la pérdida de empuje, ya que el escape de aire del conducto no contribuye a la recuperación de presión en la entrada.
En el despegue, dado que la zona de admisión estaba dimensionada para el crucero, se requería una entrada auxiliar para cumplir con el mayor caudal del motor. La distorsión del flujo en la cara del motor también tuvo que ser dirigida conduciendo a una cascada aerodinámica con la puerta auxiliar.
Las fuerzas del flujo de aire interno en la estructura de admisión se sitúan hacia atrás (drag) en la sección convergente inicial, donde tiene lugar la deceleración supersónica, y hacia adelante en el conducto divergente en el que se produce una desaceleración subsónica hasta la entrada del motor. La suma de las 2 fuerzas en el crucero dio el 63% de empuje contribución de la parte de admisión del sistema de propulsión.
Con el fin de lograr la precisión necesaria en el control de la rampa de admisión y la posición del derrame, se encontró necesario utilizar un procesador de señal digital en las Unidades de Control de Entrada de Aire. Esto se desarrolló relativamente tarde en el programa (~ 1972) por la división de Sistemas Electrónicos y Espaciales de la British Aircraft Corporation en Filton, Bristol. Las unidades de control de admisión de aire garantizaron la economía de combustible necesaria para los vuelos transatlánticos. El procesador digital también calculó con precisión la programación de la velocidad del motor necesaria para asegurar un margen de sobretensión adecuado bajo todas las condiciones de funcionamiento del motor y de la célula.
El sistema de control de admisión de aire de Concorde también fue pionero en el uso de autopistas de datos digitales (buses de datos serie multiplexados) que conectaron las unidades de sensor de aire que recogían datos aerodinámicos en la nariz del avión (presión total, presión estática, ángulo de ataque y deslizamiento lateral) Se envió a las unidades de control de admisión de aire situadas más cerca de las tomas de aire utilizando cables de par trenzado y blindado para reemplazar un peso mucho mayor en el cableado de la aeronave solo se había utilizado cableado de señal analógica.
El sistema de control de admisión tenía la capacidad única de mantener los motores funcionando correctamente y de ayudar a la recuperación, independientemente de lo que los pilotos, la aeronave y la atmósfera estaban haciendo en combinación en ese momento.
La relación de presión total para el motor en el crucero Mach 2.0 a 51.000 pies fue de aproximadamente 82: 1, con 7.3: 1 de la toma y 11.3: 1 de los 2 compresores del motor. La eficiencia térmica con esta relación de alta presión fue de aproximadamente 43%.

### Exhaust nozzle

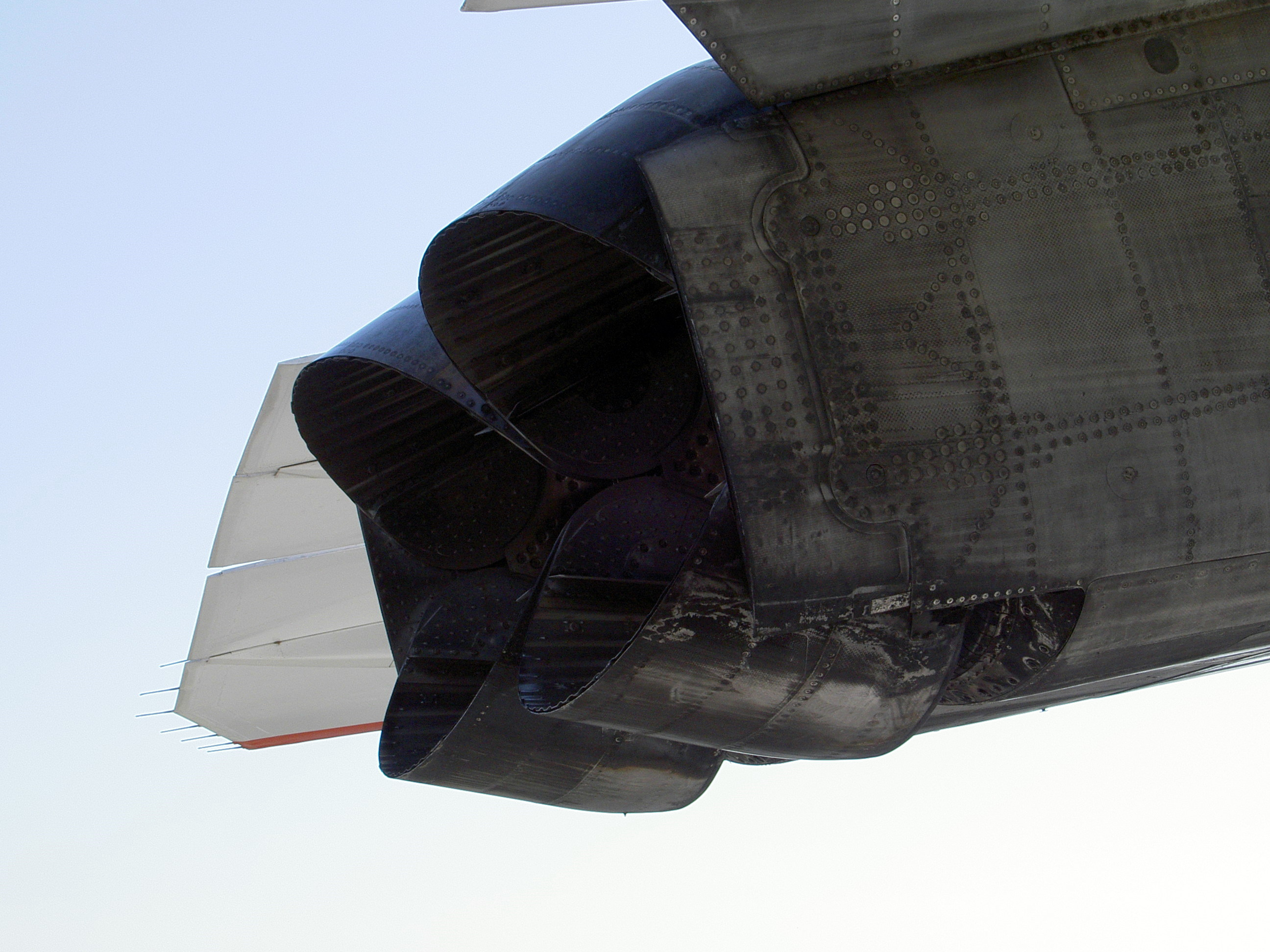
Boquilla de escape de geometría variable del Concorde.

El uso del sistema de escape de Concorde cuando A) despegue B) supersónico C) empuje inverso.

La boquilla de escape de geometría variable, desarrollada por SNECMA, constaba de dos "párpados" que variaban su posición en el flujo de escape dependiendo del régimen de vuelo, por ejemplo cuando estaban completamente cerrados (en el flujo de escape) actuaban como inversores de empuje, Aterrizando a la velocidad del taxi. En la posición de crucero totalmente abierta, junto con la boquilla del motor, formaron una boquilla eyector para controlar la expansión del escape. Los párpados formaron el conducto divergente mientras el escape del motor expulsaba o bombeaba el flujo secundario desde la ranura de purga de la rampa de admisión.
El flujo de expansión en la sección divergente provocó una fuerza de empuje hacia delante sobre la boquilla de escape, su contribución del 29% al empuje general del sistema de propulsión en el crucero.
Durante el crucero en Mach 2,05 cada Olympus 593 estaba produciendo alrededor de 10.000 lb de empuje, equivalente a 36.000 caballos de fuerza (~ 27 MW) por motor.
La boquilla de escape primaria y la tubería de chorro fueron diseñados para una vida de 30.000 horas. La estructura TRA (inversor de empuje en popa) para una vida de 40.000 horas.

## Versiones
593 - Versión original diseñada para Concorde.
Empuje: 20.000 lbf (89 kN) seco / 30610 lbf (136 kN) post-quemador.
593-22R - Planta motriz instalada en prototipos. Mayor rendimiento que el motor original debido a cambios en las especificaciones de la aeronave.
Empuje: 34,650 lbf (154 kN) seco / 37,180 lbf (165 kN) post-quemador.
593-610-14-28 - Versión final equipada con la producción Concorde.
Empuje: 32.000 lbf (142 kN) seco / 38.050 lbf (169 kN) post-quemador.

## Aplicaciones
- Avro Vulcan
- BAC TSR-2